# Persone di nome Pauline
| Questa pagina contiene informazioni ricavate automaticamente dalle voci biografiche con l'ausilio del template Bio e di un bot. L'aggiornamento è periodico e automatico e ricostruisce completamente la pagina. Se manca una persona in questa lista, sei pregato di non aggiungerla, ma accertati piuttosto che la sua voce biografica contenga il template Bio e che i dati anagrafici siano correttamente compilati. Se il template Bio manca, inseriscilo tu stesso o, in alternativa, metti l'avviso {{tmp\|Bio}} che ne segnala la mancanza. Se i dati riportati sono sbagliati, correggi direttamente la voce biografica; le modifiche saranno visibili in questa lista entro pochi giorni. Per chiarimenti vedi il progetto antroponimi. La lista contiene solo le 79 persone che sono citate nell'enciclopedia e per le quali è stato implementato correttamente il template Bio. Pagina aggiornata al 6 ago 2025. |

Questa è una lista di persone presenti nell'enciclopedia che hanno il nome Pauline, suddivise per attività principale.

## Attiviste(1)
- Pauline Roland, attivista francese (Falaise, n. 1805 - Lione, † 1852)

## Attrici(18)
- Pauline Brunius, attrice e attrice teatrale svedese (Stoccolma, n. 1881 - Stoccolma, † 1954)
- Pauline Bush, attrice statunitense (Lincoln, n. 1886 - San Diego, † 1969)
- Pauline Carton, attrice francese (Biarritz, n. 1884 - Parigi, † 1974)
- Pauline Chalamet, attrice, sceneggiatrice e produttrice cinematografica statunitense (New York, n. 1992)
- Pauline Clément, attrice francese (Évry, n. 1986)
- Pauline Collins, attrice britannica (Exmouth, n. 1940)
- Pauline Curley, attrice statunitense (Holyoke, n. 1903 - Santa Monica, † 2000)
- Pauline Flanagan, attrice irlandese (Contea di Sligo, n. 1925 - Ridgewood, † 2003)
- Pauline Frederick, attrice statunitense (Boston, n. 1883 - Beverly Hills, † 1938)
- Pauline Garon, attrice canadese (Montréal, n. 1898 - San Bernardino, † 1965)
- Pauline Lafont, attrice francese (Nîmes, n. 1963 - Barre-des-Cévennes, † 1988)
- Pauline Lan, attrice, cantante e conduttrice televisiva taiwanese (Yunlin, n. 1965)
- Pauline Lord, attrice statunitense (Hanford, n. 1890 - Alamogordo, † 1950)
- Pauline McLynn, attrice e scrittrice irlandese (Sligo, n. 1962)
- Pauline Moran, attrice britannica (Blackpool, n. 1947)
- Pauline Quirke, attrice britannica (Hackney, n. 1959)
- Pauline Starke, attrice statunitense (Joplin, n. 1901 - Santa Monica, † 1977)
- Pauline Étienne, attrice belga (Ixelles, n. 1989)

## Attrici teatrali(1)
- Pauline Cushman, attrice teatrale e agente segreto statunitense (New Orleans, n. 1833 - San Francisco, † 1893)

## Aviatrici(1)
- Pauline Gower, aviatrice e scrittrice britannica (Royal Tunbridge Wells, n. 1910 - Royal Tunbridge Wells, † 1947)

## Biatlete(1)
- Pauline Macabies, ex biatleta e fondista francese (Chambéry, n. 1986)

## Calciatrici(3)
- Pauline Cousin, calciatrice francese (Dunkerque, n. 1993)
- Pauline Hammarlund, calciatrice svedese (Stoccolma, n. 1994)
- Pauline Peyraud-Magnin, calciatrice francese (Lione, n. 1992)

## Cantanti(5)
- Pauline Black, cantante e attrice britannica (Romford, n. 1953)
- Pauline Croze, cantante e musicista francese (Noisy-le-Sec, n. 1979)
- Paulini, cantante figiana (Suva, n. 1982)
- Pauline Kamusewu, cantante svedese (Harare, n. 1982)
- Kiki Dee, cantante britannica (Bradford, n. 1947)

## Cantautrici(1)
- Mina Tindle, cantautrice francese (Parigi, n. 1983)

## Cestiste(6)
- Pauline Akonga, cestista della Repubblica Democratica del Congo (Kinshasa, n. 1982)
- Pauline Bowden, cestista statunitense (Sheldahl, n. 1925 - Nashville, † 2014)
- Betty Clark, cestista statunitense (Le Claire, n. 1931 - Pleasant Valley, † 2012)
- Pauline Jannault, ex cestista francese (Ermont, n. 1987)
- Pauline Jordan, ex cestista statunitense (Glendale, n. 1968)
- Pauline Krawczyk, ex cestista polacca (Poznań, n. 1985)

## Cicliste su strada(1)
- Pauline Ferrand-Prévot, ciclista su strada, mountain biker e ciclocrossista francese (Reims, n. 1992)

## Critiche cinematografiche(1)
- Pauline Kael, critica cinematografica statunitense (Petaluma, n. 1919 - Great Barrington, † 2001)

## Fisarmoniciste(1)
- Pauline Oliveros, fisarmonicista, compositrice e teorica musicale statunitense (Houston, n. 1932 - Kingston, † 2016)

## Ginnaste(1)
- Pauline Schäfer, ginnasta tedesca (Saarbrücken, n. 1997)

## Giornaliste(1)
- Pauline Phillips, giornalista, opinionista e scrittrice statunitense (Sioux City, n. 1918 - Minneapolis, † 2013)

## Golfiste(1)
- Pauline Whittier, golfista statunitense (Boston, n. 1876 - New York, † 1946)

## Greciste(1)
- Pauline Schmitt-Pantel, grecista e storica delle religioni francese (Vialas, n. 1947)

## Lottatrici(1)
- Pauline Lecarpentier, lottatrice francese (Boulogne-sur-Mer, n. 1997)

## Mezzofondiste(1)
- Pauline Konga, ex mezzofondista keniota (n. 1970)

## Mezzosoprani(1)
- Pauline Oberdorfer Minor, mezzosoprano, compositrice e docente statunitense (Charlottesville - Filadelfia, † 1963)

## Modelle(2)
- Pauline Hoarau, modella francese (La Riunione, n. 1994)
- Pauline Pô, modella e attrice francese (Ajaccio, n. 1904 - Cannes, † 1979)

## Nobildonne(1)
- Pauline von Metternich, nobildonna e socialite austriaca (Vienna, n. 1836 - Vienna, † 1921)

## Nuotatrici(1)
- Pauline van der Wildt, ex nuotatrice olandese (Schiedam, n. 1944)

## Pallavoliste(1)
- Pauline Soullard, pallavolista francese (Cholet, n. 1985)

## Pistard(1)
- Pauline Grabosch, pistard tedesca (Magdeburgo, n. 1998)

## Pittrici(2)
- Pauline Auzou, pittrice francese (Parigi, n. 1775 - Parigi, † 1835)
- Pauline Boty, pittrice e attrice britannica (Londra, n. 1938 - Londra, † 1966)

## Poetesse(1)
- Renée Vivien, poetessa britannica (Londra, n. 1877 - Parigi, † 1909)

## Politiche(2)
- Pauline Marois, politica canadese (Québec, n. 1949)
- Pauline Nyiramasuhuko, politica ruandese (Ndora, n. 1946)

## Religiose(2)
- Pauline Marie Jaricot, religiosa francese (Lione, n. 1799 - Lione, † 1862)
- Pauline von Mallinckrodt, religiosa tedesca (Minden, n. 1817 - Paderborn, † 1881)

## Rugbiste a 15(1)
- Pauline Bourdon, rugbista a 15 francese (Limoges, n. 1995)

## Schermitrici(1)
- Pauline Ranvier, schermitrice francese (Parigi, n. 1994)

## Scrittrici(3)
- Pauline Gedge, scrittrice canadese (Auckland, n. 1945)
- Jojo Moyes, scrittrice, sceneggiatrice e giornalista inglese (Londra, n. 1969)
- Pauline Marie de La Ferronays, scrittrice e filantropa francese (Londra, n. 1808 - Parigi, † 1891)

## Slittiniste(1)
- Pauline Patz, slittinista tedesca (n. 2005)

## Soprani(5)
- Pauline Lucca, soprano austriaco (Vienna, n. 1841 - Vienna, † 1908)
- Anna Milder-Hauptmann, soprano austriaco (Costantinopoli, n. 1785 - Berlino, † 1838)
- Pauline Rita, soprano e attrice britannica (n. 1842 - † 1920)
- Pauline Tinsley, soprano britannico (Wigan, n. 1928 - † 2021)
- Pauline de Ahna, soprano tedesco (Ingolstadt, n. 1863 - Garmisch-Partenkirchen, † 1950)

## Storiche(1)
- Pauline de Witt, storica francese (Colmar, n. 1831 - Cannes, † 1874)

## Tenniste(2)
- Pauline Betz, tennista statunitense (Dayton, n. 1919 - Potomac, † 2011)
- Pauline Parmentier, ex tennista francese (Cucq, n. 1986)

## Tuffatrici(2)
- Pauline Ducruet, ex tuffatrice monegasca (La Colle, n. 1994)
- Pauline Pfeif, tuffatrice tedesca (Berlino, n. 2002)

## Velociste(2)
- Pauline Davis-Thompson, ex velocista bahamense (n. 1966)
- Pauline Kwalea, velocista salomonese (Honiara, n. 1988)

## Senza attività specificata(1)
- Pauline Félicité de Mailly, francese (Parigi, n. 1712 - Parigi, † 1741)